# Minerve
Minerve — французька авіакомпанія. Існувала у 1975-1992 роках.

## Історія
Minerve була заснована в 1975 році. У 1983 році компанія придбала Douglas DC-8, який в 1983 році здійснив свій перший рейс в США. Пізніше рейси до Америки став виконувати Boeing 747-200. У той же час виконувалися регулярні рейси в Північну Африку через Середземне море. У 1992 компанія об'єдналася з AOM French Airlines.

## Флот
- 5 - Sud SE-210 Caravelle
- 3 - Douglas DC-8-53
- 3 - Douglas DC-8-61
- 1 - Douglas DC-8-62
- 2 - Douglas DC-8-73
- 1 - Boeing 747-283
- 3 - Douglas DC-10-30
- 4 - McDonnell Douglas MD-83